# Arthur Mund
Arthur Mund   (10 de febrer de 1899) va ser un saltador alemany que va competir durant la dècada de 1920. Es casà amb Margret Borgs i fou pare dels també esportistes Günther i Lilo Mund.
El 1928 va prendre part en els Jocs Olímpics d'Estiu d'Amsterdam, on fou cinquè en la competició de salt de trampolí de 3 metres del programa de salts.
En el seu palmarès destaca la medalla d'or en la prova del trampolí de 3 metres al Campionat d'Europa de salts de 1926.